# Catapiesis
Catapiesis is een geslacht van kevers uit de familie van de loopkevers (Carabidae). De wetenschappelijke naam van het geslacht is voor het eerst geldig gepubliceerd in 1835 door Solier.

## Soorten
Het geslacht Catapiesis omvat de volgende soorten:
- Catapiesis attenuata (Chaudoir, 1862)
- Catapiesis bartyrae Reichardt, 1970
- Catapiesis brasiliensis (Gray, 1832)
- Catapiesis columbica Chevrolat, 1838
- Catapiesis mexicana (Chaudoir, 1854)
- Catapiesis nitida Solier, 1835
- Catapiesis sulcipennis Bates, 1882
- Catapiesis tumida Reichardt, 1973